# Rosenverg Reis
Rosenverg Reis de Oliveira (Duque de Caxias, 26 de outubro de 1977) é um empresário e político brasileiro. Está no terceiro mandato como deputado estadual do Rio de Janeiro.

## Biografia
Rosenverg Reis nasceu em Xerém, 4.º distrito de Duque de Caxias.
Teve sua trajetória política iniciada em 1992, como assessor de seu irmão Washington Reis, então vereador de Duque de Caxias, posteriormente durante 10 anos na Assembleia Legislativa do Rio de Janeiro e finalmente nos período de 2005 a 2008 na prefeitura de Duque de Caxias.
Filiou-se ao PMDB em 1995, tendo sido eleito presidente do Diretório Municipal em Duque de Caxias pela primeira vez em 2005.
Em 2010, foi candidato ao cargo de deputado estadual do Rio de Janeiro, tendo obtido 38.059 votos, sendo o 13.º mais votado do PMDB e tornando-se o primeiro suplente. Assumiu a vaga no lugar do deputado Rafael Picciani, que havia sido convidado pelo governador Sérgio Cabral para assumir a pasta de Secretário de Estado de Habitação. Em seu primeiro mandato, propôs um projeto de lei, que seria aprovado, proibindo a venda e o consumo de bebidas alcoólicas em transportes públicos.
Em 2014, novamente candidatou-se ao cargo de deputado estadual para a legislatura 2015–2019, tendo obtido 43.045 votos, tornando-se o 15.º mais votado do PMDB e assumindo o mandato parlamentar como titular.
Em abril de 2015, em polêmica votação, foi um dos parlamentares a votar a favor da nomeação de Domingos Brazão para o Tribunal de Contas do Estado do Rio de Janeiro, nomeação esta muito criticada na época. No dia 20 de fevereiro de 2017, foi um dos 41 deputados estaduais a votar a favor da privatização da CEDAE. Como membro da Comissão de Normas Internas e Proposições Externas, votou a favor da indicação de Edson Albertassi ao Tribunal de Contas do Estado do Rio de Janeiro.
Em 17 de novembro de 2017, votou pela revogação da prisão dos deputados Jorge Picciani, Paulo Melo e Edson Albertassi, denunciados na Operação Cadeia Velha, acusados de integrar esquema criminoso que contava com a participação de agentes públicos dos poderes Executivo e do Legislativo, inclusive do Tribunal de Contas, e de grandes empresários da construção civil e do setor de transporte.
Após a revogação da prisão deles, Reis votou em André Lazaroni, considerado aliado dos deputados presos, na eleição para presidente do Conselho de Ética da ALERJ, na qual Lazaroni foi eleito.
Em 2018, reelegeu-se deputado estadual para a legislatura 2019–2023 com 63.450 votos.
Em 2019, reportagem da Rede Globo revelou assessores de deputados da ALERJ com altos salários, que não compareciam para trabalho, e sequer residiam na cidade do Rio de Janeiro, sede da assembleia e dos gabinetes dos deputados que os empregavam. Dentre eles havia o tio do deputado Bruno Dauaire, líder do PSC, Ricardo Dauaire, empregado como assessor de Rosenverg, com salário de 18 mil reais. Questionado, Rosenverg prometeu punição ao funcionário. Em janeiro de 2020, o mesmo funcionário foi aposentado com salário de 28 mil reais. O Ministério Público considerou a situação um caso suspeito de nepotismo cruzado.
Em 2020, o G1 noticiou que Reis é réu em um processo por crime ambiental, acusado de lotear ilegalmente terras em uma reserva biológica em Xerém.
Em 2022, foi reeleito deputado estadual para a legislatura 2023–2027 com 131.308 votos, sendo o quarto mais votado no estado.
Em fevereiro de 2024, votou a favor do fim do afastamento da deputada Lucinha, determinado pelo Tribunal de Justiça do estado por ela ser acusada de ter ligações com milicianos.